# یواس‌سی و جی‌اس پایونیر (۱۹۱۸)
یواس‌سی و جی‌اس پایونیر (۱۹۱۸) (به انگلیسی: USC&GS Pioneer (1918)) یک کشتی بود که طول آن ۱۸۷ فوت (۵۷ متر) بود. این کشتی در سال ۱۹۱۸ ساخته شد.